# Mortagne (Dordogne)
Die Mortagne ist ein kleiner Fluss in Frankreich, der im Département Puy-de-Dôme in der Region Auvergne-Rhône-Alpes verläuft. Sie entspringt einem kleinen Stausee im nördlichen Gemeindegebiet von La Tour-d’Auvergne, im Regionalen Naturpark Volcans d’Auvergne, verlässt diesen aber bereits im Oberlauf, entwässert generell in westlicher Richtung und mündet nach rund 17 Kilometern im Gemeindegebiet von Singles im Stausee der Talsperre von Bort-les-Orgues als linker Nebenfluss in die Dordogne.

## Orte am Fluss
(Reihenfolge in Fließrichtung)
- Font Jouanoux, Gemeinde La Tour-d’Auvergne
- La Vialle, Gemeinde Tauves
- Tauves
- Péressanges, Gemeinde Singles
- Moulin des Borderies, Gemeinde Singles